# Еритрејски рат за независност
Еритрејски рат за независност био је сукоб између етиопске владе и еритрејских сепаратиста, пре и током Етиопског грађанског рата. Трајао је од 1. септембра 1961. до 29. јула 1991. године.

## Рат
Рат је започео 1961. године, када је еритрејска аутономија унутар Етиопије, где су већ биле смештене војне снаге, једнострано укинута. Еритреја је постала део Етиопије након Другог светског рата, када су обе територије ослобођене од италијанске окупације. Етиопија је тврдила да је Еритреја део Етиопије.
Током рата за независност, две главне побуњеничке скупине, Еритрејски ослободилачки фронт (ЕЛФ) и Еритрејски народноослободилачки фронт (ЕПЛФ) водиле су два међусобна рата од 1972. до 1974. и од 1980. до 1981. године. ЕПЛФ је напослетку преузео вођство у борби за независност.
Након марксистичко-лењинистичког пуча у Етиопији 1974, који је срушио стару монархију, Етиопљани су у рату против еритрејских побуњеника почели да примају подршку од Совјетског Савеза до краја 1980-их, када је након политике гласности и перестројке, службена Москва престала да шаље помоћ.
Еритрејске покрете су подржавали Кина, Либија, Судан, Сомалија и Куба (до 1975), а Етиопију Куба (од 1975), СССР, Источна Немачка и Демократска Народна Република Јемен.
Рат је трајао 30 година све до 1991, када је Еритрејски народноослободилачки фронт у сарадњи с осталим етиопским побуњеничким организацијама победио етиопске снаге у Еритреји и преузео контролу над земљом.
Априла 1993, на референдуму, становници Еритреје гласали су готово једногласно у корист независности с 99,79%. Формално међународно признање самосталне и суверене Еритреје догодило се касније исте године.